# Tamás Kovács
Tamás Kovács   (Budapest, 20 de març de 1943) és un tirador d'esgrima hongarès, ja retirat, especialista en sabre, que va competir durant les dècades de 1960 i 1970. El seu pare Pál Kovács i germà Attila Kovács, també foren destacats tiradors d'esgrima.
El 1968 va prendre part en els Jocs Olímpics d'Estiu de Ciutat de Mèxic, on va disputar dues proves del programa d'esgrima. Guanyà la medalla de bronze en la prova de sabre per equips, mentre en la de sabre individual fou eliminat en sèries. Quatre anys més tard, als Jocs de Munic, revalidà la medalla de bronze en la mateixa prova, mentre en la de sabre individual fou sisè. El 1976, a Montreal, disputà els seus tercers, i darrers, Jocs Olímpics. Destaca la quarta posició aconseguida en la prova del sabre per equips.
En el seu palmarès també destaquen nou medalles al Campionat del món d'esgrima, dues d'or, quatre de plata i tres de bronze, entre les edicions de 1966 i 1977. A les Universíades de 1965 guanyà una medalla d'or.
Una vegada retirat va exercir d'entrenador. El 2018 es va presentar a les eleccions legislatives pel partit Jobbik - Conservadors.